# Президентски избори в Северна Македония (2024)
Редовните президентски избори в Република Северна Македония се провеждат в два кръга на 24 април и 8 май 2024 година заедно с парламентарните избори (втори кръг). За президент е избрана Гордана Силяновска-Давкова, кандидат от опозиционната партия ВМРО-ДПМНЕ и първата жена президент в историята на страната. Тя встъпва в длъжност на 12 май 2024 г.

## Кандидати и предизборна кампания
Според изборното законодателство на РСМ кандидатурите за президент могат да се предлагат само чрез подписи на 10 хиляди граждани, регистрирани в канцелариите на държавната изборна комисия, или чрез 30 народни представители.
ВМРО-ДПМНЕ на партийната конвенция в Скопие за свой кандидат избира професорката Гордана Силяновска-Давкова. Тя печели доверието на 444 от присъстващите 448 делегати, друг кандидат не е имало. Тя е кандидат и на предходните избори от 2019 година. СДСМ на конгреса си потвърждава кандидатурата за втори мандат на текущия президент Стево Пендаровски.

## Резултати
| Кандидат                     | Кандидат                     | Първи кръг     | Първи кръг | Втори кръг     | Втори кръг |
| Кандидат                     | Кандидат                     | Бр. на гласове | %          | Бр. на гласове | %          |
| ---------------------------- | ---------------------------- | -------------- | ---------- | -------------- | ---------- |
|                              | Гордана Силяновска-Давкова   | 363 086        | 40,08      | 561 000        | 65,14      |
|                              | Стево Пендаровски            | 180 500        | 19,92      | 251 899        | 29,25      |
|                              | Буяр Османи                  | 121 088        | 13,37      |                |            |
|                              | Максим Димитриевски          | 83 856         | 9,26       |                |            |
|                              | Арбен Таравари               | 83 393         | 9,20       |                |            |
|                              | Биляна Ванковска             | 41 331         | 4,56       |                |            |
|                              | Стевчо Якимовски             | 8 121          | 0,90       |                |            |
| Общо                         | Общо                         | 881 376        | 100        | 812 899        | 100        |
|                              |                              |                |            |                |            |
| Валидни гласове              | Валидни гласове              | 881 376        | 97,28      | 812 899        | 94,4       |
| Невалидни гласове            | Невалидни гласове            | 24 562         | 2,72       | 48 289         | 5,6        |
| Общо гласували               | Общо гласували               | 905 971        | 49,93      | 861 218        | 100        |
| Регистрирани гласоподаватели | Регистрирани гласоподаватели | 1 814 317      | 100        | 1 814 317      | 100        |